# Полевой, Алексей Леонидович
Алексе́й Леони́дович Полево́й (7 июля 1921, Москва — 15 июля 1972) — советский актёр и режиссёр эстрады, педагог, один из создателей телепрограммы «Голубой огонёк», заслуженный артист РСФСР (1954).

## Биография
Алексей Леонидович Полевой родился 7 июля 1921 года в Москве в семье театральных актёров. Родители постоянно гастролировали, поэтому всё детство Алексея Леонидовича прошло в разъездах по городам Советского Союза. После развода родителей с 1928 года жил с мамой в Москве и учился в школах №68 и №323. Занимался в самодеятельной студии при фабрике «Гознак».
В 1937—1938 годах — артист Ярославского ТЮЗа.
С 1938 по 1941 год — в Московском драматическом театре под руководством Фёдора Николаевича Каверина. Работая в театре, начал пробовать себя в качестве постановщика массовых представлений. После эвакуации театра в Борисоглебск Полевой остался в Москве и поступил на службу в Московский академический театр сатиры. В эвакуации в составе концертной бригады театра объездил различные города страны.
В октябре 1943 года перевёлся в Московский театр миниатюр, а в 1944 году был приглашён в труппу Центрального театра транспорта где прослужил шестнадцать сезонов.
В 1956 году дебютировал в кино, снявшись в эпизодической роли фокусника в фильме «Карнавальная ночь».
В ноябре 1960 года покинул труппу Центрального театра транспорта и при ЦДРИ создал и возглавил полупрофессиональный эстрадный коллектив «Крошка», при Центральном доме журналистов — сатирический ансамбль «Вёрстка и правка».
Алексей Полевой стал одним из основателей телевизионной музыкально-развлекательной передачи «Голубой огонёк» и его первым ведущим (в выпуске от 6 апреля 1962 года). 
В 1963—1968 годах был художественным руководителем мастерской сатиры и юмора Москонцерта, способствовал выпуску новых номеров и становлению многих артистов разговорного жанра.
С 1970 года — режиссёр Росконцерта.
Работал на радио, принимал участие в озвучивании мультфильмов (его голос звучит «от автора» в м/ф «Каникулы Бонифация» 1965 года, в м/ф «Фильм, фильм, фильм» 1968 года и др.) и дубляже иностранных фильмов.
Ушёл из жизни 15 июля 1972 года на 52-м году жизни. Похоронен в Москве на Химкинском кладбище.

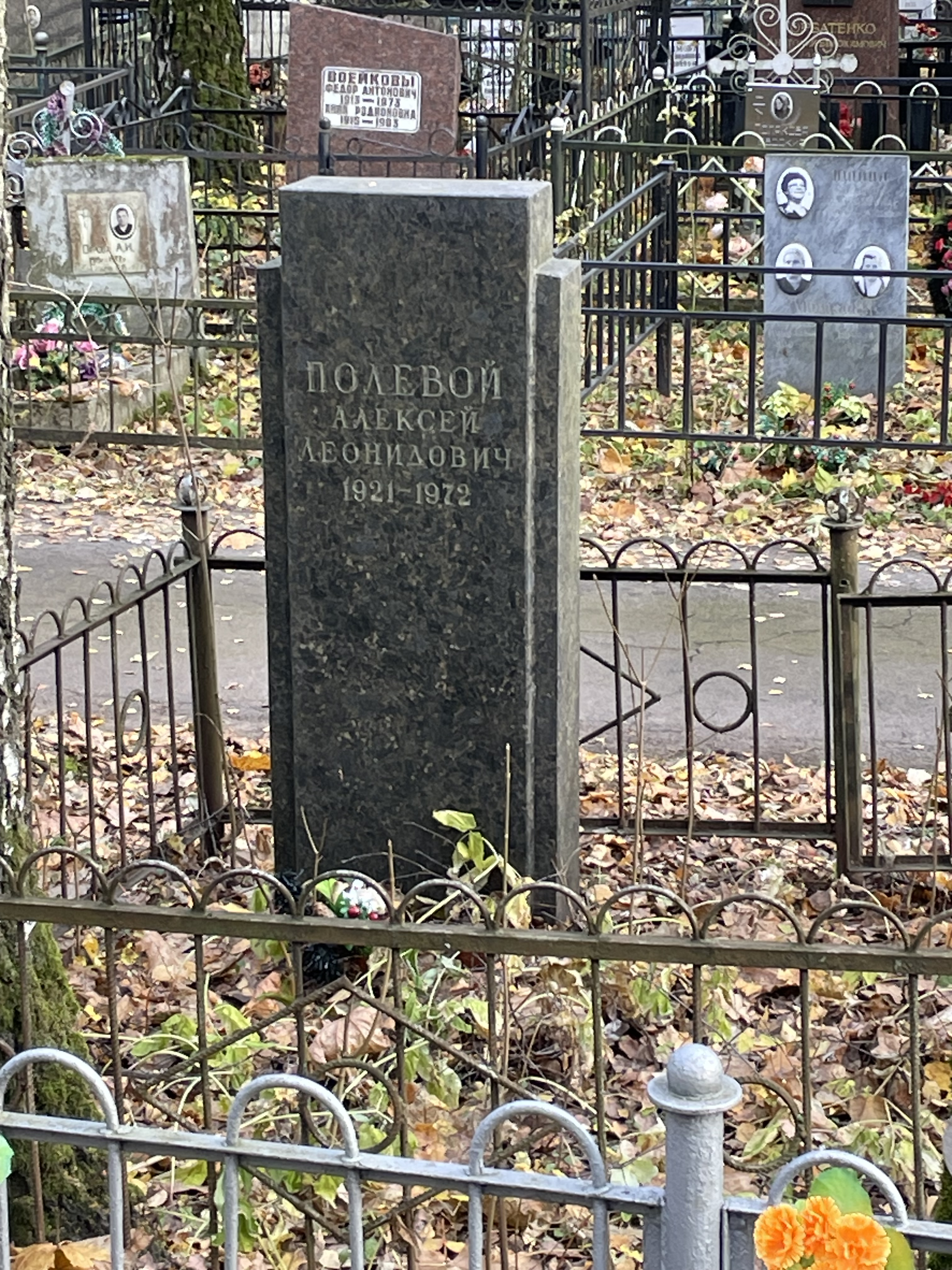

## Семья
Отец  — Полевой Леонид Яковлевич (1895—?), актёр, служил в Большом драматическом театре в Ленинграде.
Мать  — Халатова Наталья Георгиевна (?—1941), актриса, служила в Московском академическом театре сатиры. Погибла во время налёта германских ВВС на Москву осенью 1941 года.
Жена — Малькова Галина Николаевна (1925—1998), актриса, в 1951—1956 годах служила в Московском центральном театре транспорта, занималась дубляжем иностранных фильмов.
- Дочь — Полевая Наталья Алексеевна (род. 1952)

## Награды и звания
Заслуженный артист РСФСР (1954).

## Творчество

### Фильмография
- 1956 — Карнавальная ночь — фокусник Эдуард Никифоров
- 1962 — Гусарская баллада — граф Балмашов
- 1962 — Семь нянек — покупатель
- 1963 — Генерал и маргаритки — генерал
- 1964 — Что такое теория относительности? — актёр
- 1971 — Большой янтарь — Микки, председатель жюри
- 1971 — Ночь на 14-й параллели — Файн
- 1971 — Тень — старший лакей
- 1971 — Шельменко-денщик — Осип Прокопович Опецковский

### Озвучивание и дубляж
- 1958 — Призрачное счастье
- 1959 — Серенада большой любви
- 1961 — Чиполлино — кум Тыква
- 1964 — Фантомас — редактор газеты «Рассвет» Робер Дальбан
- 1965 — Каникулы Бонифация — текст от автора
- 1964 — Вперед, Франция!
- 1965 — Фантомас разбушевался — редактор Робер Дальбан
- 1965 — Сыновья Большой Медведицы
- 1965 — Разиня — партнёр Сарояна
- 1966 — Большая прогулка — сэр Реджинальд Брук
- 1967 — Фантомас против Скотланд-Ярда — Лорд Мак-Рэшли
- 1967 — Плюс единица
- 1967 — Растрёпанный воробей — текст от автора
- 1968 — Белые волки
- 1968 — Человек, который умел летать — текст от автора
- 1968 — Фильм, фильм, фильм — сценарист
- 1968 — Орлёнок — белый генерал
- 1968 — Малыш и Карлсон — один из жуликов (нет в титрах)
- 1969 — Кот в сапогах (Япония) — Король
- 1969 — Мы ищем кляксу — Робинзон
- 1970 — Это дело не моё